# Karl Schaffran
Karl Schaffran (* 1878 in Freystadt; † 1945 in Danzig-Zoppot) war ein deutscher Schiffbauingenieur, der sich als Spezialist im Entwurf, im Versuchswesen und Auslegung sowie im Entwurf und Bau von Schiffspropellern einen Namen gemacht hat.

## Lehre und Studium und Beruf
Schaffran wurde 1878 in Freystadt geboren und absolvierte nach dem Schulbesuch ein Praktikum auf der Kaiserlichen Werft in Danzig. Im Studium an der Technischen Hochschule Charlottenburg zum Schiffbau- und Schiffsmaschinenbau schloss er die Diplom-Vorprüfung als auch die Diplom-Hauptprüfung mit Auszeichnung ab.
Nach Tätigkeiten in Danzig und Bremen wurde er als Abteilungsleiter an die Berliner Versuchsanstalt für Wasserbau und Schiffbau berufen. Hier untersuchte er die hydrodynamischen Verhältnisse an Wasserflugzeugen und Schiffen. Er führte die ersten systematischen Propellerversuche an hochbelasteten Propeller durch. Schaffran promovierte nach dem Ersten Weltkrieg zum Dr.-Ingenieur.

## Eigenes Institut
In Hamburg-Altona gründete er ein eigenes „Wissenschaftlich Technisches Institut für ökonomischen Schiffsantrieb“ und untersuchte im ganzheitlichen Ansatz den Schiffsantrieb mit Schwerpunkt Propeller. Wichtige Ergebnisse wurden in seinem Buch „Systematische Versuche mit Standard-Schrauben-Modell“ veröffentlicht. Aus dieser Zeit stammen auch die „Schaffran-Diagramme zum Propellerentwurf“, nach denen er auch Propeller konstruierte und gießen ließ. Daraus entwickelte sich die „Schaffran Propeller Gesellschaft“, die 1957 in Lübeck eine neue Heimat fand.
1939 wurde er zum Direktor der Danziger Werft berufen, die er erfolgreich leitete. 1945 verstarb Schaffran in Danzig-Zoppot.

## Schriften (Auswahl)
- Die Versuchsmethoden der Kgl. Versuchsanstalt für Wasserbau und Schiffbau, Schiffbau, Strauß, Berlin, 1915.
- Über die Aufstiegsverhältnisse von Wasserflugzeugen und Flugbooten, Jahrbuch der Schiffbautechnischen Gesellschaft. 7. Band, Springer, Berlin 1916.
- Systematische Propellerversuche, Schiffbau, Strauß, Berlin, 1916.
- Über das Arbeiten schwer belasteter Schraubenschlepper, Jahrbuch der Schiffbautechnischen Gesellschaft. 8. Band, Springer, Berlin 1917.
- Systematische Versuche mit Frachtdampfermodellen, Jahrbuch der Schiffbautechnischen Gesellschaft. 22. Band, Springer, Berlin 1921.